# Подвір'ївська сільська рада
Подві́р'ївська сільська́ ра́да — адміністративно-територіальна одиниця та орган місцевого самоврядування в Кельменецькому районі Чернівецької області. Адміністративний центр — село Подвір'ївка.

## Загальні відомості
- Населення ради: 2 310 осіб (станом на 2001 рік)

## Населені пункти
Сільській раді підпорядковані населені пункти:
- с. Подвір'ївка

## Склад ради
Рада складається з 16 депутатів та голови.
- Голова ради: Чунтул Олександр Вікторович
- Секретар ради: Лісько Ольга Миколаївна

### Керівний склад попередніх скликань
| Прізвище, ім'я, по батькові | Основні відомості                                                 | Дата обрання | Дата звільнення |
| --------------------------- | ----------------------------------------------------------------- | ------------ | --------------- |
| Чунтул Олександр Вікторович | Сільський голова, 1964 року народження, освіта вища, безпартійний | 26.03.2006   | 31.10.2010      |
| Чунтул Олександр Вікторович | Сільський голова, 1964 року народження, освіта вища, безпартійний | 31.10.2010   |                 |

Примітка: таблиця складена за даними сайту Верховної Ради України

### Депутати
За результатами місцевих виборів 2010 року депутатами ради стали:

#### За суб'єктами висування
| Суб'єкт висування                                       | Кількість обраних депутатів | %    |
| ------------------------------------------------------- | --------------------------- | ---- |
| Партія регіонів                                         | 8                           | 50   |
| Політична партія Всеукраїнське об'єднання «Батьківщина» | 6                           | 37,5 |
| Самовисування                                           | 2                           | 12,5 |

#### За округами
| № округу                                                | Прізвище, ім'я, по батькові   | Дата визнання обраним | Освіта | Партійна приналежність                        | Відомості про обраного депутата                                    |
| ------------------------------------------------------- | ----------------------------- | --------------------- | ------ | --------------------------------------------- | ------------------------------------------------------------------ |
| Партія регіонів                                         |                               |                       |        |                                               |                                                                    |
| 1                                                       | Олієвська Альбіна Вікторівна  | 04.11.2010            | вища   | член Партії регіонів                          | Кельменецький територіальний центр, соціальний працівник           |
| 2                                                       | Чунтул Віктор Васильович      | 04.11.2010            | вища   | позапартійний                                 | тимчасово не працює                                                |
| 4                                                       | Соцька Алла Вікторівна        | 04.11.2010            | вища   | позапартійна                                  | Подвір'ївська сільська рада, землевпорядник                        |
| 8                                                       | Лісько Ольга Миколаївна       | 04.11.2010            | вища   | член Партії регіонів                          | Подвір'ївська сільська рада, секретар                              |
| 9                                                       | Гудз Оксана Василівна         | 04.11.2010            | вища   | член Партії регіонів                          | приватний підприємець                                              |
| 11                                                      | Лісько Олександр Петрович     | 04.11.2010            | вища   | член Партії регіонів                          | тимчасово не працює                                                |
| 12                                                      | Мусензовий Василь Леонтійович | 04.11.2010            | вища   | член Партії регіонів                          | фельдшерсько-акушерський пункт с. Подвір'ївка, фельдшер            |
| 14                                                      | Зінзюк Юрій Анатолійович      | 04.11.2010            | вища   | член Партії регіонів                          | приватний підприємець                                              |
| Політична партія Всеукраїнське об'єднання «Батьківщина» |                               |                       |        |                                               |                                                                    |
| 3                                                       | Лучик Сергій Миколайович      | 04.11.2010            | вища   | член Всеукраїнського об'єднання «Батьківщина» | Подвір'ївська загальноосвітня школа І-ІІІ ст., вчитель             |
| 6                                                       | Чунтул Галина Іванівна        | 04.11.2010            | вища   | член Всеукраїнського об'єднання «Батьківщина» | Бібліотека с. Подвір'ївка, бібліотекар                             |
| 7                                                       | Анюк Оксана Орестівна         | 04.11.2010            | вища   | позапартійна                                  | Подвір'ївська загальноосвітня школа І-ІІІ ст., педагог-організатор |
| 10                                                      | Козак Олександр Васильович    | 04.11.2010            | вища   | член Всеукраїнського об'єднання «Батьківщина» | Подвір'ївська загальноосвітня школа І-ІІІ ст., вчитель             |
| 13                                                      | Пастух Олена Олександрівна    | 04.11.2010            | вища   | член Всеукраїнського об'єднання «Батьківщина» | Подвір'ївська загальноосвітня школа І-ІІІ ст., вчитель             |
| 15                                                      | Статник Людмила Валентинівна  | 04.11.2010            | вища   | член Всеукраїнського об'єднання «Батьківщина» | Бібліотека с. Подвір'ївка, завідувачка                             |
| Самовисування                                           |                               |                       |        |                                               |                                                                    |
| 5                                                       | Гергележій Валер'ян Дмитрович | 04.11.2010            | вища   | позапартійний                                 | приватний підприємець                                              |
| 16                                                      | Дудка Василь Іванович         | 04.11.2010            | вища   | позапартійний                                 | пенсіонер                                                          |

## Населення
Згідно з переписом УРСР 1989 року чисельність наявного населення сільської ради становила 2476 осіб, з яких 1124 чоловіки та 1352 жінки.
За переписом населення України 2001 року в сільській раді мешкали 2304 особи.

### Мова
Розподіл населення за рідною мовою за даними перепису 2001 року:
| Мова       | Відсоток |
| ---------- | -------- |
| українська | 95,58 %  |
| молдовська | 2,86 %   |
| російська  | 1,34 %   |
| румунська  | 0,09 %   |
| білоруська | 0,04 %   |